# Пйоццо
Пйоццо (італ. Piozzo, п'єм. Piòss) — муніципалітет в Італії, у регіоні П'ємонт, провінція Кунео.
Пйоццо розташоване на відстані близько 480 км на північний захід від Рима, 65 км на південь від Турина, 32 км на північний схід від Кунео.
Населення — 998 осіб (2014).
Щорічний фестиваль відбувається 26 грудня. Покровитель — святий Степан (martire).

## Демографія
Населення за роками:

Станом на 1 січня 2023 року в муніципалітеті офіційно проживали 42 іноземці з 10 країн, серед них 21 громадянин країн Євросоюзу.

## Сусідні муніципалітети
- Бене-Ваджіенна
- Карру
- Фарильяно
- Лекуїо-Танаро